# Рипуарски франконски езици
Рипуарски франконски езици или само рипуарски (на немски: Ripuarische Dialektgruppe) представляват група горногермански диалекти, чийто най-известен представител е кьолнският, говорен в областта на германския град Кьолн.